# Суперкубок Ісландії з футболу 1978
Суперкубок Ісландії з футболу 1978 — 10-й розіграш турніру. Матчі відбувалися навесні 1978 року між трьома найсильнішими командами Ісландії сезону 1977. Суперкубок Ісландії здобув «Акранес».
| Володар Суперкубка Ісландії 1978 |
| -------------------------------- |
|                                  |
| Акранес Перший титул             |

## Формат
У турнірі взяли участь три найкращі команди Ісландії сезону 1977:
- Чемпіон Ісландії  — «Акранес»
- Віце-чемпіон та володар Кубка Ісландії  — «Валюр»
- Бронзовий призер чемпіонату Ісландії — «Вестманнаейя»

## Турнірна таблиця
| М  | Команда      | І | В | Н | П | МЗ | МП | РМ | О |
| -- | ------------ | - | - | - | - | -- | -- | -- | - |
| 1. | Акранес      | 4 | 2 | 2 | 0 | 8  | 6  | +2 | 6 |
| 2. | Валюр        | 4 | 1 | 2 | 1 | 6  | 5  | +1 | 4 |
| 3. | Вестманнаейя | 4 | 1 | 0 | 3 | 7  | 10 | −3 | 2 |

## Результати
| Команда      | ВАЛ | ВЕС | АКР |
| ------------ | --- | --- | --- |
| Валюр        |     | 4:1 | 1:1 |
| Вестманнаейя | 2:0 |     | 2:3 |
| Акранес      | 1:1 | 3:2 |     |